# Аеробос 2: Превентивний удар
Аеробос 2: Превентивний удар (англ. Airboss II: Preemptive Strike) — американський бойовик 1998 року.

## Сюжет
Команда вчених на чолі з доктором Беньміном вирушає в космос з метою винаходу вакцини проти страшного вірусу Ебола. Унікальні можливості невагомості вселяють надію, що вакцина буде винайдена. Однак після повернення екіпажу на Землю терористам на чолі із заступником начальника ЦРУ Джеймсом Келлі вдається викрасти вірус. Їх мета — розпорошити вірус в атмосфері Нью-Йорка.

## У ролях
| Актор                    | Роль                   |
| ------------------------ | ---------------------- |
| Френк Загаріно           | Френк Вайт             |
| Кайл Вотсон              | Бон Конн               |
| Джон Крістіан Інгвордсен | Джеймс Келлі           |
| Скутер Маккрей           | Бікс Бендер            |
| Блю Дін                  | адмірал Тодд           |
| Деббі Рошон              | Луїза                  |
| Майкл Макклелланд        | Лінч                   |
| Джей Джей Азан           | морський котик         |
| Дебора Крістенсен        | лейтенант Люсі Мітчелл |